# Mastaleptea
Mastaleptea is een geslacht van rechtvleugeligen uit de familie Euschmidtiidae. De wetenschappelijke naam van dit geslacht is voor het eerst geldig gepubliceerd in 1971 door Descamps.

## Soorten
Het geslacht Mastaleptea omvat de volgende soorten:
- Mastaleptea bongolava Descamps, 1971
- Mastaleptea maculifrons Descamps, 1971
- Mastaleptea viridis Descamps & Wintrebert, 1965
- Mastaleptea wintreberti Descamps, 1971